# Tobias Wiklund

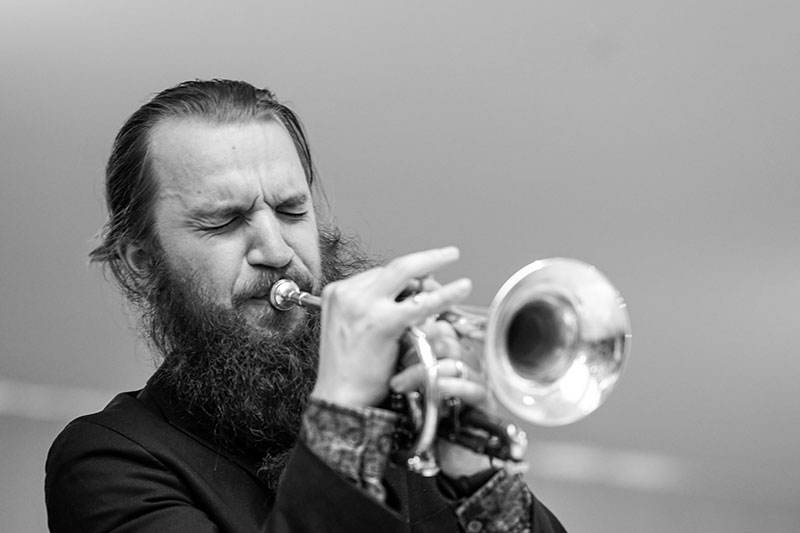
Tobias Wiklund (2019)

Tobias Wiklund (* 28. Januar 1986 in Schweden) ist ein schwedischer Jazzmusiker (Trompete, Kornett).

## Leben und Wirken
Wiklund, der in Gävle aufwuchs, wurde vom Jazz begeistert, als er von seinem Vater eine Platte von Louis Armstrong erhielt. Nach der Studienvorbereitung auf der Volkshochschule zog er im Alter von 20 Jahren zog er nach Kopenhagen, wo er am Rytmisk Musikkonservatorium studierte. 2009 spielte er im European Jazz Youth Orchestra unter Leitung von Peter Herbolzheimer. 
Wiklund trat unter anderem mit The Orchestra, der DR Big Band und dem Stockholm Jazz Orchestra auf, um dann Mitglied von verschiedenen Gruppen von Maria Faust zu werden, mit der er mehrere Alben vorlegte. Daneben verfolgte er auch Projekte mit Markus Pesonen, Marius Neset, Snorre Kirk oder Kira Skov. Er ist auch auf Alben von Sidsel Storm und Andreas Hourdakis zu hören und tourte mit dem Diablo Swing Orchestra.
2019 veröffentlichte Wiklund bei Stunt Records sein Debütalbum Where the Spirits Eat, auf dem er im Quartett mit Simon Toldam, Lasse Mørck und Daniel Fredriksson neben neun Eigenkompositionen zwei Titel von Louis Armstrong interpretierte. Mit Simon Toldam, Georg Riedel, Nils Berg und Anders Christensen entstand das Album Tak for dit brev (2021). Sein Sextett-Album Silver Needle (2022) wurde bei NDR als „Ereignis“ und „Jazz-Album der Woche“ vorgestellt.